# Woodland (Georgia)
Woodland – miasto w Stanach Zjednoczonych, w stanie Georgia, w hrabstwie Talbot.